# Madeleine Charnaux

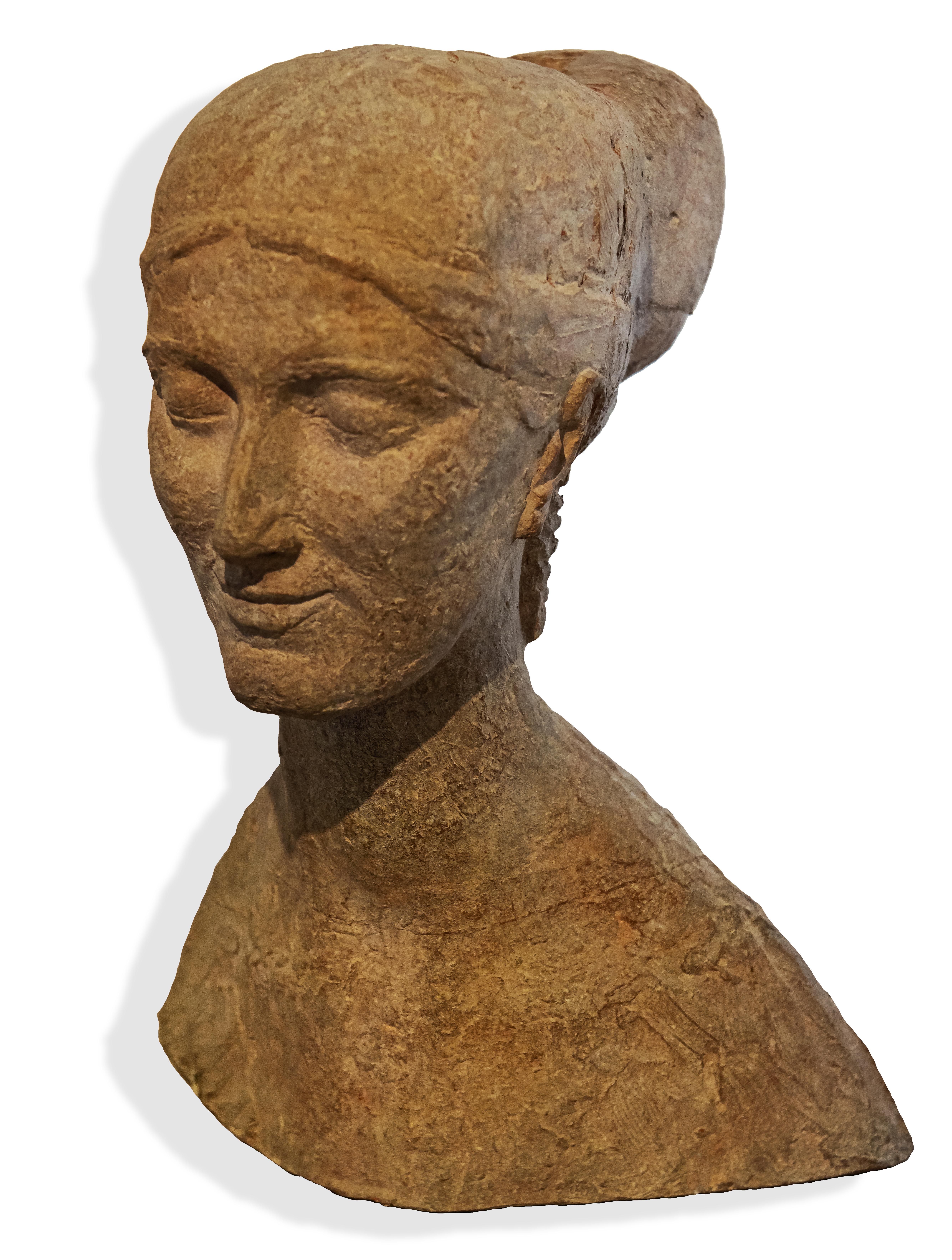
Busto di Madeleine Charnaux da Bourdelle

Madeleine Charnaux (Vichy, 18 gennaio 1902 – Vichy, 11 ottobre 1943) è stata una scultrice e aviatrice francese.

## Biografia
Nata in una famiglia di intellettuali, si dedicò per alcuni anni alla scultura e fu allieva e modella di Émile-Antoine Bourdelle. Le sue opere furono tra l'altro acquistate dal Musée du Luxembourg di Parigi.
Il 22 settembre 1922 a Parigi si sposò con lo scrittore Pierre Frondaie  fresco di divorzio. Il matrimonio sarebbe durato cinque anni. La Charnaux raccontò nella sua autobiografia che la passione del volo nacque durante un viaggio aereo in Italia del sud compiuto a bordo di un idrovolante nel 1930.
Preso il brevetto da pilota, il suo primo viaggio aereo di 17 000 chilometri in Africa le permise di vincere la Coppa Jacques Roques. Tornò in Africa diverse volte e fu durante uno di questi viaggi, nel 1934, che fu ospite a Tripoli del governatore della Libia e celebre aviatore Italo Balbo che rivide anche a Viareggio e quindi a Udine, dove fu nominata dalla sua squadra acrobatica "caporale onoraria".
Fu reclutata dalla Caudron-Renault per dimostrazioni di volo. Fu proprio durante uno di questi tour che, scivolata dall'ala dell'aereo fermo a terra, dovette restare ferma per più di un anno per una frattura vertebrale fino all'ottobre del 1936. Nel frattempo tenne una rubrica su L'Aéro, dal titolo Plumes aux vents.
Nel 1937 fu la prima francese a ottenere il brevetto per guida di un aereo senza visibilità esterna, Acquistò da Henri Lumière un Caudron Rafale col quale stabilì vari record. 
Il 1º agosto dello stesso anno fu decorata dalla aviatrice Maryse Bastié con la Croce di Cavaliere della Legion d'onore.
Nel 1938, la Charnaux sposò Jean Fontenoy, ex comunista passato al partito popolare francese, collaboratore di Je suis partout  e autore di diversi romanzi, che durante il governo di Vichy era direttore aggiunto dell'OFI, agenzia di stampa statale.
La guerra mise fine alle sue esibizioni aeree. Nel settembre del 1939, a Parigi, aprì una scuola per donne meccanici di aerei e operatrici radio a terra.
Scrisse i libri La passion du ciel - Souvenirs d'une aviatrice, edito nel 1942 da Hachette e Qui a tué Marina Sturm ? pubblicato dalle Edizioni France-Empire nel 1943.
Morì l'11 ottobre 1943 di tubercolosi.  Le esequie si tennero nella chiesa di Saint-Louis a Vichy il 13 ottobre.
È sepolta nel Cimetière des Bartins a Vichy.

### I record[27]
Il 24 settembre del 1934, all'aerodromo della scuola di St-Cyr di Guer, Madeleine Charnaux come primo pilota ed Yvonne Jourjon come secondo stabilirono il record di altitudine di 4990 m .
Il 29 gennaio del 1935, a Orly, Madeleine Charnaux come primo pilota e Edith Clark come secondo stabilirono il record di altitudine con 6 150 m.
L'8 maggio del 1937, la Charnaux insieme a Mahé stabilì il record di velocità sui 100 km sul tragitto Ville Sauvage – La Marmogne, a una velocità di 283,24 km/h su Caudron Rafale C-530 con motore Renault Bengali. 
Il giorno stesso, sola sul medesimo aereo, raggiunse i 285,26 km/h sui 100 km e sui 1 000 km.
Il 17 ottobre del 1937 la Charnaux batte il record femminile di velocità (268,64 km/h) su 1 000 km in biposto da meno di 6,5 litri di cilindrata su Caudron Rafale tipo 660 motore di 140 CV Renault-Bengali con passeggero (Gracieuse Lallus)
| Categoria           | Record               | Performance  | Data              | ID    |
| ------------------- | -------------------- | ------------ | ----------------- | ----- |
| C Prima categoria   | Altitudine           | 4 990 m      | 24 settembre 1934 | 12276 |
| C Prima categoria   | Altitudine           | 6 115 m      | 29 gennaio 1935   | 12224 |
| C Seconda categoria | Velocità su 100 km   | 283,24 km/h  | 8 maggio 1937     | 14863 |
| C seconda categoria | Velocità su 100 km   | 285,26 km/h  | 08 Maggio 1937    | 14862 |
| C seconda categoria | Velocità su 100 km   | 283,24 km/h  | 08 Maggio 1937    | 12018 |
| C Seconda categoria | Velocità su 1 000 km | 283,24 km/h  | 08 maggio 1937    | 12018 |
| C Seconda categoria | Velocità su 1 000 km | 263,99 km    | 08 settembre 1937 | 12104 |
| C Seconda categoria | Velocità su 1 000 km | 268,74 km/hr | 16 ottobre 1937   | 12106 |

## Opere
- Qui a tué Marina Sturm ?, Éditions France-Empire, 1944.
- La Passion du Ciel, Souvenirs d'une aviatrice, Éditions Hachette, Paris, 1944[N 2].

### Annotazioni
1. ↑  La Charnaux ricevette l'onorificenza dalle mani della collega Maryse Bastié.
2. ↑  Seconda edizione edita nel 1962.

### Fonti
1. ↑  (FR) Dominique Bona, Je suis fou de toi: Le grand amour de Paul Valéry, Grasset, 10 settembre 2014, ISBN 9782246853886. URL consultato il 13 ottobre 2017 (archiviato il 14 ottobre 2017).
2. ↑  (FR) Madeleine Charnaux | Musée Bourdelle, su bourdelle.paris.fr. URL consultato il 10 ottobre 2017 (archiviato il 14 marzo 2018).
3. ↑  (FR) Dominique Ottello - 2003-2017, Ma bibliothèque aéronautique, su aviatechno.net. URL consultato l'11 ottobre 2017 (archiviato il 12 ottobre 2017).
4. ↑  (FR) L'Air : revue mensuelle : organe de la Ligue nationale populaire de l'aviation, 1943-10. URL consultato l'11 ottobre 2017 (archiviato il 12 ottobre 2017).
5. ↑  (FR) Arcade - Database ministero della cultura francese, su culture.gouv.fr. URL consultato l'11 ottobre 2017 (archiviato il 12 ottobre 2017).
6. ↑  (FR) 1927 - Pierre Frondaie, su thyssens.com. URL consultato il 12 ottobre 2017 (archiviato il 27 agosto 2016).
7. ↑  (FR) Pierre Frondaie (1884-1948) - Auteur - Ressources de la Bibliothèque nationale de France, su data.bnf.fr. URL consultato il 13 ottobre 2017 (archiviato il 10 ottobre 2016).
8. ↑  (FR) Notices biographiques - Loviton Jeanne, su thyssens.com. URL consultato il 13 ottobre 2017 (archiviato il 27 agosto 2016).
9. ↑  (FR) Les Annales coloniales : organe de la, 18 luglio 1938. URL consultato il 13 ottobre 2017 (archiviato il 14 ottobre 2017).
10. 1 2   L'Air : revue mensuelle : organe de la Ligue nationale populaire de l'aviation, ottobre 1943,  p. 22. URL consultato il 13 ottobre 2017 (archiviato il 12 ottobre 2017).
11. ↑  (FR) Yves Pourcher, Trois coupes de champagne, Grasset, 6 maggio 2009, ISBN 9782246745099. URL consultato il 13 ottobre 2017 (archiviato il 14 ottobre 2017).
12. ↑   Ligue nationale populaire de l'aviation (France) Auteur du texte, L'Air : revue mensuelle : organe de la Ligue nationale populaire de l'aviation, [s.n.], 1943-10. URL consultato l'11 ottobre 2017 (archiviato il 12 ottobre 2017).
13. ↑   Par avion : organe de transport et de tourisme aériens, maggio 1938,  p. 14. URL consultato il 12 ottobre 2017 (archiviato il 12 ottobre 2017).
14. ↑   L'Aéro : organe hebdomadaire de la locomotion aérienne, [s.n.], 20 marzo 1936. URL consultato il 13 ottobre 2017 (archiviato il 14 ottobre 2017).
15. ↑   L'Ouest-Éclair, 6 novembre 1937. URL consultato il 12 ottobre 2017 (archiviato il 13 ottobre 2017).
16. ↑   L'Echo d'Alger : journal républicain du matin, [s.n.], 1º agosto 1937. URL consultato il 12 ottobre 2017 (archiviato il 12 ottobre 2017).
17. ↑   France coloniale moderne Auteur du texte, Les Annales coloniales : organe de la, [s.n.], 22 agosto 1938. URL consultato il 12 ottobre 2017 (archiviato il 12 ottobre 2017).
18. ↑  (FR) Christian Authier, Dictionnaire chic de littérature française, Ecriture, 14 ottobre 2015, ISBN 9782359052060. URL consultato il 13 ottobre 2017 (archiviato il 14 ottobre 2017).
19. ↑   Le Journal, 12 ottobre 1943. URL consultato il 12 ottobre 2017 (archiviato il 13 ottobre 2017).
20. ↑   L'Ouest-Éclair : journal quotidien d'informations, politique, littéraire, commercial, 12 ottobre 1943,  p. 1. URL consultato il 12 ottobre 2017 (archiviato il 13 ottobre 2017).
21. ↑   Figaro : journal non politique, Figaro, 28 settembre 1939,  p. 2. URL consultato il 12 ottobre 2017 (archiviato il 13 ottobre 2017).
22. ↑  (FR) Madeleine Charnaux (1902-1943) - Auteur - Ressources de la Bibliothèque nationale de France, su data.bnf.fr. URL consultato il 10 ottobre 2017 (archiviato il 19 novembre 2017).
23. ↑   VIAF - Madeleine Charnaux, su viaf.org.
24. ↑   Le Matin : derniers télégrammes de la nuit, [s.n.], 12 ottobre 1943. URL consultato il 10 ottobre 2017 (archiviato l'11 ottobre 2017).
25. ↑   Le Petit Parisien : journal quotidien du soir, Le Petit Parisien, 14 ottobre 1943,  p. 2. URL consultato il 12 ottobre 2017 (archiviato il 12 ottobre 2017).
26. ↑  (FR) Histoire de Vichy, su carteret.pagesperso-orange.fr. URL consultato il 2 novembre 2019 (archiviato il 2 aprile 2018).
27. ↑   I record di Madeleine Charnaux sul sito FAI, su fai.org. URL consultato il 12 ottobre 2017 (archiviato il 13 ottobre 2017).
28. ↑   Le Bullettin du "Roland Garros", in L'Aérophile, vol. 42, n. 35, Ottobre 1934,  p. 317. URL consultato il 2 maggio 2022.
29. ↑   L'Air : revue mensuelle : organe de la Ligue nationale populaire de l'aviation, 1º maggio 1937. URL consultato il 10 ottobre 2017 (archiviato il 10 ottobre 2017).
30. ↑   L'Aérophile, [s.n.], 1935-02. URL consultato il 10 ottobre 2017 (archiviato il 10 ottobre 2017).
31. ↑   Par avion : organe de transport et de tourisme aériens, [s.n.], 1938-05. URL consultato l'11 ottobre 2017 (archiviato il 12 ottobre 2017).
32. ↑   L'Ouest-Éclair, 10 giugno 1937,  p. 10. URL consultato il 10 ottobre 2017 (archiviato l'11 ottobre 2017).
33. ↑   Décollage : le magazine de l'aviation mondiale, [s.n.], 6 maggio 1948. URL consultato il 12 ottobre 2017 (archiviato il 12 ottobre 2017).